# 2326 Tololo
2326 Tololo (1965 QC) là một tiểu hành tinh vành đai chính được phát hiện ngày 29 tháng 8 năm 1965 bởi Chương trình tiểu hành tinh Indiana ở Đài thiên văn Goethe Link.